# Almeidella almeidai
Almeidella almeidai är en fjärilsart som beskrevs av José Oiticica 1946. Almeidella almeidai ingår i släktet Almeidella och familjen påfågelsspinnare. Inga underarter finns listade i Catalogue of Life.